# Kondó
Kondó ist eine ungarische Gemeinde im Kreis Miskolc im Komitat Borsod-Abaúj-Zemplén.

## Geografische Lage
Kondó liegt in Nordungarn, 17 Kilometer nordwestlich des Komitatssitzes Miskolc, an den kleinen Flüssen Harica-patak und Varom-patak. Nachbargemeinden sind Radostyán und Sajókápolna. Die nächste Stadt Sajószentpéter liegt sieben Kilometer nordöstlich der Gemeinde.

## Geschichte
Im Jahr 1907 gab es in der damaligen Kleingemeinde 82 Häuser und 496 Einwohner auf einer Fläche von 3407 Katastraljochen. Sie gehörte zu dieser Zeit zum Bezirk Szentpéter im Komitat Borsod.

## Sehenswürdigkeiten
- Reformierte Kirche, erbaut 1910 im neobarocken Stil
- Weltkriegsdenkmal (I. világháborús emlék)

## Verkehr
Am östlich Ortsrand von Kondó verläuft die Landstraße Nr. 2517. Es bestehen Busverbindungen in alle umliegenden Gemeinden, nach Sajószentpéter, Kazincbarcika sowie Miskolc. Der nächstgelegene Bahnhof befindet sich in Sajószentpéter.